# Klostermannova rozhledna
Klostermannova rozhledna se nachází na hoře Javorník na Šumavě, leží na katastrálním území Javorník u Stach (součást obce Vacov).
Rozhledna byla po více než dvaceti letech příprav vybudována v roce 1938. Po nuceném odstoupení Sudet se stala nejvýše položenou rozhlednou Protektorátu Čechy a Morava, ovšem zabral ji wehrmacht jako pozorovatelnu. Turistické veřejnosti sloužila od konce druhé světové války až do 80. let 20. století, kdy ji o výhled připravily vzrůstající stromy. V roce 2003 byla zvýšena nástavbou a od té doby je znovuotevřená pro veřejnost. V roce 2011 obsadila 3. místo v anketě iDNES.cz o nejhezčí rozhlednu Jihočeského kraje. Klostermannova rozhledna patří k šumavským místům, z nichž jsou viditelné téměř 200 km vzdálené Alpy.

## Historie
Základní kámen budoucí rozhledny na Javorníku chtěli členové KČT položit za účasti spisovatele Karla Klostermanna již v červenci 1914, jejich záměr však zmařilo vyhlášení rakousko-uherské mobilizace. Ve dvacátých letech 20. století kašperskohorská skupina Národní jednoty pošumavské založila Výbor pro zbudování rozhledny na Javorníku v čele s Josefem Šafhauserem a začala shromažďovat finanční prostředky: veřejná sbírka vynesla skoro 4000 korun; přispěly obce, jejichž názvy jsou vytesány v dolní polovině rozhledny nad vstupem; kníže Schwarzenberg uvolnil bezplatně pozemek, kámen v lese a poskytl 50% slevu na stavební dřevo; v letech 1924, 1929, 1934 a 1937 se na Javorníku konaly národní poutě. V roce 1935 byla až na vrchol Javorníku přivedena silnice. Dostatek finančních prostředků se však podařilo shromáždit až v roce 1938. Nový vlastník pozemků, Okres Strakonice, splnil původní úlevy. Finanční situaci pomohl také státní příspěvek na produktivní péči o zaměstnané. Mezitím byl Hönichův projekt dřevěné rozhledny s chatkou nahrazen Hourovým projektem kamenné věže a jelikož na chatu již nezbývalo peněz, byla k rozhledně přistavěna pouze dřevěná veranda s čekárnou. Celkové náklady činily 90 tisíc korun. Stavba rozhledny byla zahájena 21. června 1938 a podílelo se na ní osm zedníků a stejný počet přidavačů (zedníci si vydělali dvacet korun denně a přidavači o osm korun méně, všichni dojížděli denně na kole). Slavnostní otevření se konalo 28. srpna 1938.
V době Protektorátu rozhledna sloužila jako protiletadlová pozorovatelna. Od počátku 80. let 20. století začala okolní smrčina rozhlednu postupně přerůstat a došlo i ke zhoršení technického stavu věže. Do roku 1989 nebyly plány na opravu věže a opětovné umožnění výhledu uskutečněny a v roce 1997 byla rozhledna zcela uzavřena. V roce 2001 byl založen Nadační fond Karla Klostermanna, který ve spolupráci s obcí Vacov hledal možnosti opětovného zpřístupnění a obnovení výhledu. Kácení smrků kolem rozhledny bylo zamítnuto, poněvadž stromy nebyly mýtné. Proto byla pražským architektem Rinešem zpracována studie desetimetrového navýšení rozhledny. Cena realizace byla odhadnuta na 1,6 mil. Kč. Ovšem po odmítnutí žádosti o dotaci z PHARE neměl Nadační fond dostatek peněz k jejímu uskutečnění. V roce 2002 přišla s novým projektem společnost T-Mobile, provedla zvýšení a celkovou rekonstrukci věže a umístila zde svoje technologická zařízení. Celková cena rekonstrukce byla téměř 2,6 mil. Kč, částkou zhruba půl milionu korun přispěl i Nadační fond Karla Klostermanna. Přestavba probíhala od září 2002 a již 5. července 2003 byla rozhledna slavnostně znovuotevřena.

## Technické parametry
Původní kamenná rozhledna zbudovaná podle návrhu sušického architekta Karla Houry (autor svatoborské rozhledny z roku 1934) má čtvercový půdorys, byla vysoká 24 metrů a vyhlídka se nacházela ve výšce 18 metrů. Tato věž byla v letech 2002–2003 navýšena osmibokou betonovou nástavbou na celkovou výši 39,6 metrů.

## Přístup

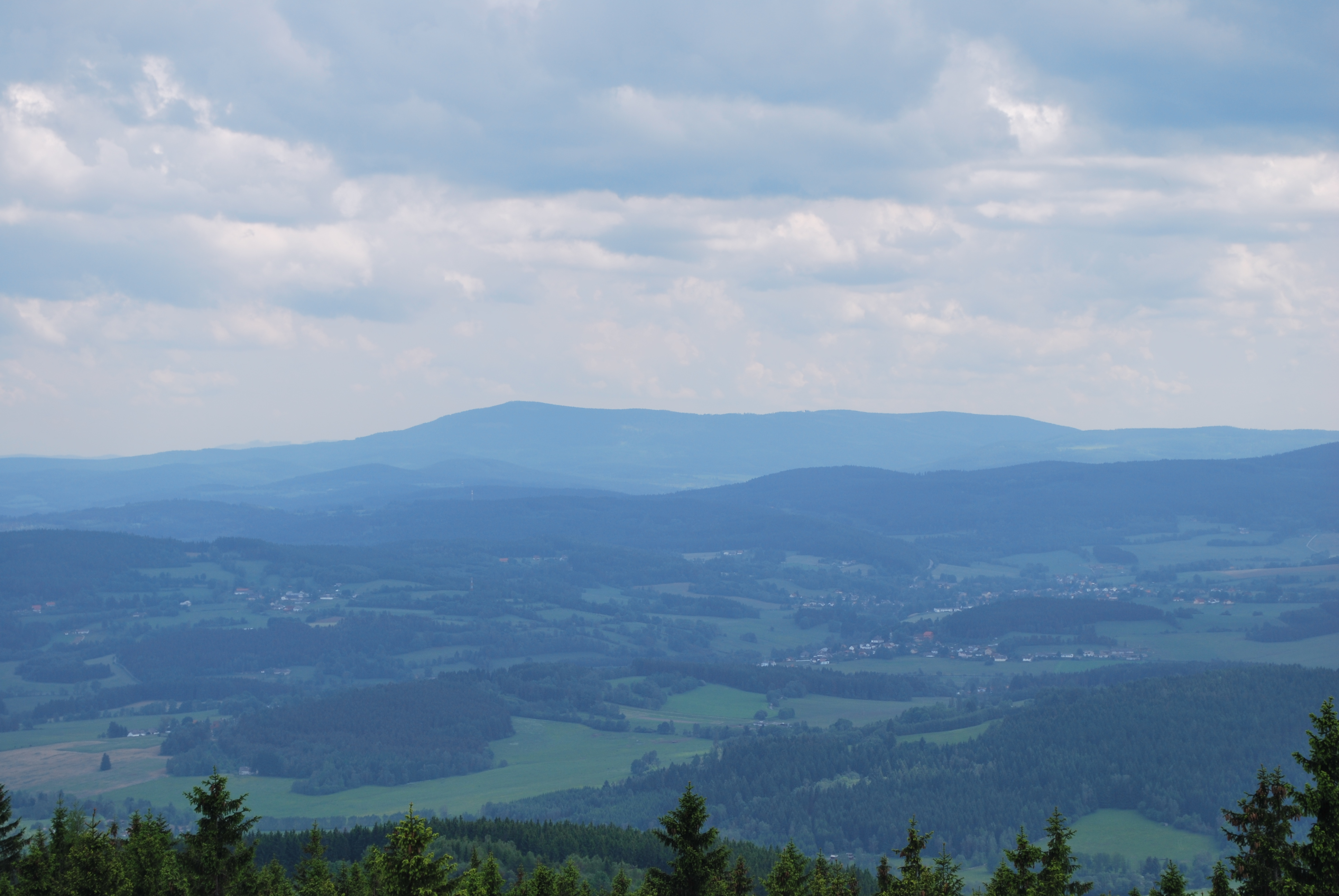
Výhled z Klostermannovy rozhledny na Boubín

## Rozhled
Z rozhledny se nabízí kruhový výhled na Šumavu (Boubín, Poledník, Přílba), Horažďovicko a Strakonicko, za dobré viditelnosti i na Alpy nebo vysílač Cukrák u Prahy.